# 2009 - Memorie perdute
2009 - Memorie perdute (2009 로스트메모리즈?) è un film del 2002 diretto da Lee Si-myung.
In Italia è uscito nelle sale il 22 dicembre 2002.

## Trama
Un attentato fallito nella città cinese di Harbin nel 1909 è l'avvenimento cruciale dal quale si dipana un bivio nel tempo. Il presente alternativo che nasce in quel momento vede l'Impero giapponese contenere le proprie mire espansionistiche verso gli stati confinanti e non aderire al Patto Tripartito. Alleati degli Stati Uniti allo scoppio della seconda guerra mondiale, i nipponici vedono gli americani sganciare la bomba atomica su Berlino, e - seduti da vincitori al tavolo della pace - mantengono intatti i possedimenti e i protettorati stabiliti prima del conflitto. Cento anni dopo, nel 2009, tra i territori annessi c'è ancora la Corea, che non ha mai ottenuto l'autonomia. Anzi, Seul è la terza città del Giappone, per ordine di importanza e dimensioni.
Nel JBI, Japan Bureau of Investigation, presta servizio Sakamoto, coreano di nascita ma giapponese di adozione, a cominciare dal nome, il quale assieme al collega Saiko deve intervenire per sventare la minaccia di un gruppo terrorista - il Hureisenjen - che ha fatto irruzione in un edificio in cui c'è una mostra di antichi manufatti, prendendo in ostaggio tutti i visitatori. Sgominato il commando, gli investigatori proseguono le indagini e Sakamoto si trova ad affrontare una realtà che finisce per sconvolgergli la vita. Il movimento di liberazione coreano vuole trafugare uno degli oggetti esposti che permette di viaggiare nel tempo e tornare nel passato per modificare l'evento nodale in seguito al quale il Giappone si è annesso la Corea. In Sakamoto cresce il richiamo delle origini, e tutti i suoi valori vengono meno: il lavoro, la carriera, la famiglia. I "nemici" diventano compagni di lotta e gli "amici" giapponesi diventano ostili, a cominciare dall'ex collega Saiko. E tra i nuovi compagni c'è Hye-Rin Ho, una ragazza che Sakamoto conosce, perché da sempre appare nei suoi sogni.

## Cronologia eventi alternativi
- 1909: An Jung-geun, attivista per l'indipendenza della Corea, fallisce nell'assassinare Itō Hirobumi.
- 1910: l'impero giapponese annette la Corea come colonia.
- 1919: le proteste del Movimento del Primo Marzo vengono soppresse con violenza da parte dei giapponesi.
- 1932: Yoon Bong-gil fallisce nell'assassinare Yoshinori Shirakawa.
- 1936: gli Stati Uniti e l'impero giapponese si alleano contro la Germania nazista.
- 1943: il Giappone prende controllo della Manciuria.
- 1945: bombe atomiche vengono sganciate su Berlino ponendo fine alla seconda guerra mondiale.
- 1960: il Giappone diventa membro permanente del Consiglio di sicurezza delle Nazioni Unite.
- 1965: il Giappone lancia il suo primo satellite (Sakura 1).
- 1988: le Olimpiadi del 1988 vengono svolta a Nagoya invece che a Seul.
- 2002: il Campionato mondiale di calcio del 2002 si svolge in Giappone.